# Type O Negative

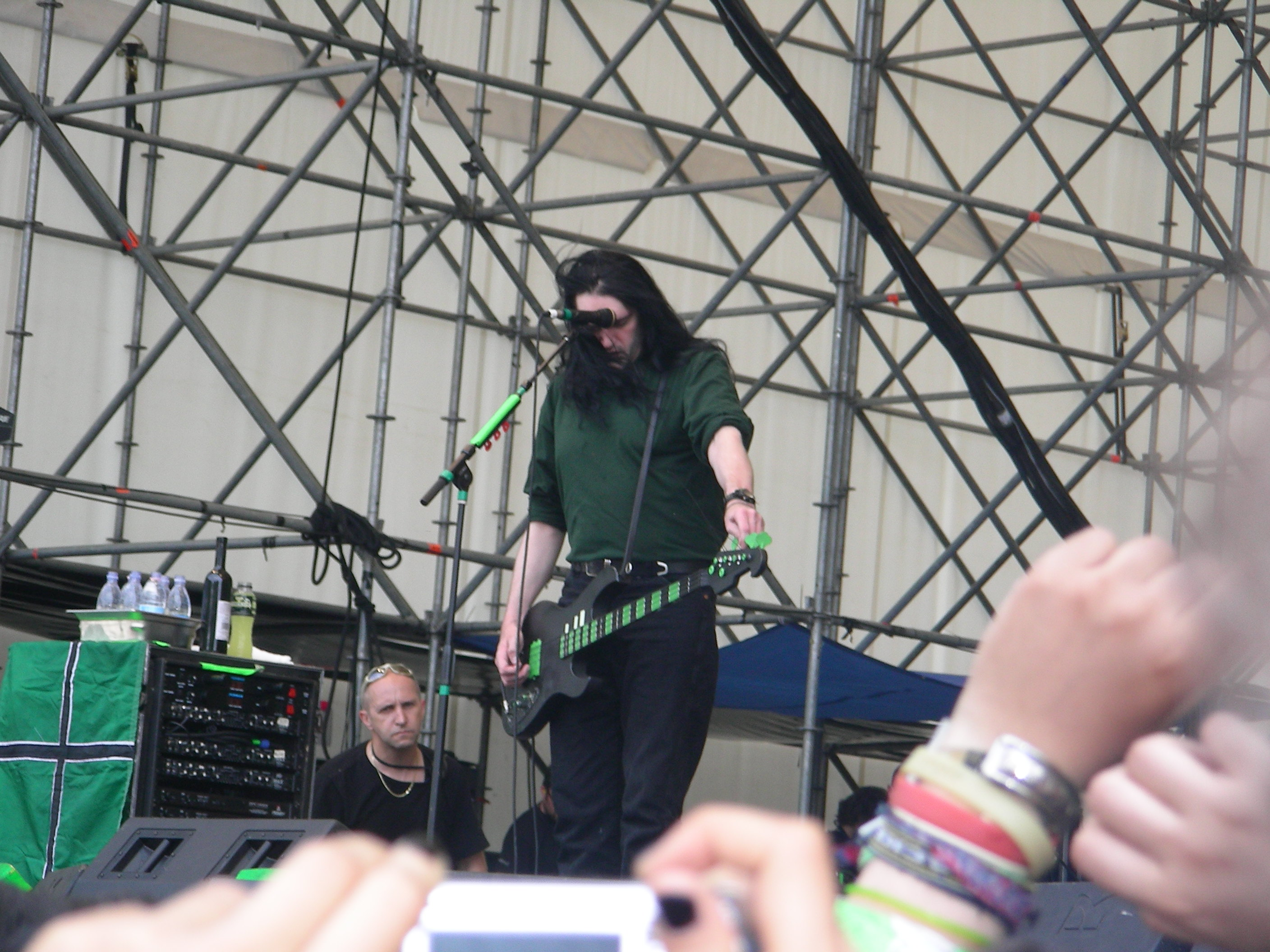
Type O Negative 2007

Type O Negative — метал-гурт з Брукліна, Нью-Йорк.
Зазвичай розглядається як готичний метал-гурт, який також поєднує в собі елементи дум- та треш-металу. Лірика у творах в основному спрямована на теми романтики, депресії, та смерті привела до прізвиська «Одноманітна Четвірка» (The Drab Four) (перекручування прізвиська Бітлз, «Приголомшлива Четвірка» (Fab Four)).
В 1993 році гурт отримав статус платинової завдяки альбому Bloody Kisses, а у 1996 році золотої, з альбомом October Rust. Вони здобули багато фанатів своїми сімома альбомами, двома збірниками найкращих пісень та двома DVD. Їх останній альбом «Dead Again» вийшов 2007 року.
Гурт закінчив своє існування після того, як 14 квітня 2010 року помер лідер гурту Петрос Ратайчик (Пітер Стіл).

## Історія

### Походження (1980—1991)
Першим музичним досвідом засновників Type O став гурт «Fallout», яка була сформована наприкінці 70-х років юним Петрусем, до якого пізніше приєдналися його друзі Джон Кампос (John Campos), Луї Біто (Louie Beato), та Джош Сільвер (Josh Silver). Колектив випустив свій єдиний ЕР під назвою «Batteries Not Included» у 1981 році. Він користувався лише скромним успіхом на хвилях радіо коледжу. Незабаром Сільвер покинув гурт, щоб створити свою власну — «Original Sin», в якій комбінували метал вісімдесятих та нову хвилю. Тим часом Петро заснував треш-метал-гурт «Carnivore», для якого взяв собі псевдоніма «Лорд Петрусь Стіл».
Середину вісімдесятих «Carnivore» провела граючи в клубах на східному узбережжі, у тому числі і в зараз неіснуючих CBGBs та L'amours. Тексти гурту були жорсткі і дуже неполіткоректні, пов'язані з расизмом, релігією, війною, і женоненависництвом. Звук нагадував спід-метал, поєднаний з хардкором та панк-роком. Після запису другого альбому «Retaliation» Carnivore пішли у відпустку. Петро протягом цього часу працював в парковому департаменті Нью-Йорку, як він заявляв у своїх інтерв'ю, ця робота йому дуже подобалась.
Двома роками пізніше Петро запросив давнього друга, Сола Абрускато, як першого барабанщика Тайпів. Одразу після цього, Сільвера переконали приєднатися до них разом з його давнім другом Кенні Гікі, що пішов слідом за Джошом. Новостворений гурт спочатку називав себе «Repulsion» (не плутати з дет-метал-гуртом з такою ж назвою) та «Sub-Zero» (== Garry Sharpe-Young (2007). Metal: The Definitive Guide. p. 292. ==), але після довгого пошуку в телефонних довідниках потенційного імені, вони усвідомили що «subzero» вже було зайняте. Для гурту «sub-zero» всі його члени зробили собі татуювання у вигляді літери «o», тому вони вирішили назватись «Type O Negative» (нульова група крові, резус-фактор негативний), а в їхньому татуювання з'явився дефіс всередині літери. Гурт випустив демозапис, який почули фахівці з Road Racer Records (які згодом переросли в Roadrunner Records) та підписали з ними контракт на п'ять альбомів. Гурт розпочав роботу та в 1991 видав свій дебютний альбом «Slow, Deep and Hard».

### Slow Deep and Hard та The Origin of the Feces (1991—1992)
Альбом створювався під робочим заголовком «None More Negative» (== Garry Sharpe-Young (2007). Metal: The Definitive Guide. p. 293. ==), перший альбом Тайпів «Slow Deep and Hard» об'єднав в собі змішання тягучих, важких рифів, маніакальних вибухів в стилі панк-метал та похмурої індустріальної та готичної атмосфери. Пісні були тривалими, багаточастинними епопеями спектаклю, з текстами на тему нещасливого кохання, зради, помсти і навіть роздумами про самогубство.
Їх перший тур, що пройшов в підтримку випущеного альбому, зустріли з ворожістю, передусім нідерландські політичні активісти, які були не в змозі зрозуміти чорний гумор Петруся відносно певних соціальних тем, які своєю чергою призводили до наклепів, що члени гурту були женоненависниками і нацистами (== Steve Huey. «Type O Negative Biography on Yahoo! Music». Music.yahoo.com. http://music.yahoo.com/ar-266577-bio--Type-O-Negative [Архівовано 24 липня 2008 у Wayback Machine.]. Retrieved March 18, 2010. ==). Ці події було сприйняті іронічно гуртом, оскільки Джош Сільвер за походженням — єврей з Брайтон Біч (вони висловили свою думку на цю тему в альбомі «Bloody Kisses» піснею під назвою «We Hate Everyone»).
Повернувшись в Америку, «Roadrunner Records» за контрактом зобов'язали гурт випустити живий альбом, продюсером якого мав стати Айзек Гейз (Issac Hayes). Гроші, які вони отримали від лейбла для запису альбому, Тайпи потратили на дешеву горілку та перезапис їх дебютного альбому в підвалі Джоша. Пізніше були здубльовані живі шуми та імпровізована підробна «боротьба» між гуртом і ворожим «натовпом». Альбом отримав назву «The Origin of the Feces» (джерело фекалій), на кришці альбому був попереджувальний напис: «Not Live At Brighton Beach». Обкладинка альбому була також викликала багато суперечок, оскільки на ній спочатку був зображений задній прохід чоловіка (який належить Петрові), розширений його руками, на пізнішій версії обкладинки зображували скелети. Roadrunner не був задоволений такою витівкою, але все ж випустив альбом в 1992 році.

### Сходження до слави (1993—2001)
Повноцінний другий альбом Тайпів, «Bloody Kisses», випущений в 1993 на радість слухачам, і став першим записом Roadrunner, який досяг сертифікованого Платинового статусу в США.
Тексти пісень здебільшого звертались до самотності та горя. Такі пісні як "Too Late: Frozen, " "Blood & Fire, " та «Can't Lose You». Трек «Set Me On Fire» в супроводі органу — зроблені в стилі старенького гаражного-року, тоді як «Summer Breeze» це кавер-версія на Seals and Crofts 1972 року.
«Christian Woman» and «Black No. 1 (Little Miss Scare-All)» стали найпопулярнішими треками, після того, як випустили їхні радіо версії (альбомні версії тривали 8:58 та 11:15 хвилин).
Для того, щоб просувати альбом, гурт поїхав в дворічний світовий тур. Стіл, який мав зріст понад 2 метри, впродовж концертів грав на бас-гітарі з великим ланцюгом замість звичного гітарного ременя (цей трюк також присутній на відео «Black No. 1»). Впродовж цього періоду, гурт з'являвся на музичних каналах MTV, VH1, та сторінках Rolling Stone. Під час цього медіапрориву, барабанщик Сол Абрускато залишив гурт, щоб приєднатися до іншого Бруклінського квартету, «Life of Agony», оскільки ходили чутки що Петро хоче розпустити гурт. Джоні Келлі, технік гурту, був найнятий як повноправний член гурту і сів за барабани.
«Bloody Kisses» був повторно перевиданий через рік після оригінального запису в Digipak форматі обмеженим виданням, включаючи вісім треків з оригіналу та до цього не виданого «Suspended In Dusk».
Несподіваний успіх «Bloody Kisses» спричинив тиск запису наступного альбому. Лейбл, несподівано капіталізуючись на прибутках, отриманих від Type O Negative, почав тиснути на Стіла та компанію, щоб ті записали ще більш комерційні пісні.
Гурт намагався встановити баланс між комерційним успіхом та власними поглядами та стилем, результатом цієї праці став альбом «October Rust» 1996 року. Так, як і на попередньому альбомі тексти пісень продовжують розвивати теми сексу та чуттєвості, показаної в гумористичному сенсі на треку «My Girlfriend's Girlfriend», а потім в набагато темнішому розумінні в пісні «Love You To Death». Цей альбом також містить кавер на пісню Ніла Янга «Cinnamon Girl», та найпопулярніша серед фанів, напівсеренада «Green Man».
Не такий успішний як «Bloody Kisses», альбом все ж отримав статус золотого в США і став першим альбомом гурту, який увійшов до рейтингу «Billboard Top 200», стартувавши на 42 позиції.
В цей час в гурті виникли деякі проблеми. Під час виступу на Howard Stern Show, Петро визнав присутність в його голові думок про самогубство-вбивство стосовно своєї подруги, та ствердив, що Курт Кобейн був його «героєм», який мав «сміливість, щоб застрелити себе». Він також з'явився з відвертими фото в журналі Playgirl, хоча пізніше пожалкував про своє рішення коли Кенні з'ясував що тільки 23 % передплатників журналу жінки (== «The Official Type O Negative Website». Web.archive.org. July 5, 2003. https://web.archive.org/web/20030705153411/http://typeonegative.net/oldbio.html. Retrieved March 18, 2010. ==). За розповідями Петро був розчарований, коли він з'ясував про передплатників журналу, і виразив свою думку про ці події у пісні «I Like Goils» на пізнішому альбомі, щоб підкреслити свою позицію про його сексуальність.
Із завершенням чергового успішного світового туру, розпочався запис четвертого альбому. У період зразу після запису «October Rust» Стіла вразили декілька смертей його близьких родичів і він почав сильно пиячити, щоб приховати свій біль від втрати близьких людей. Ця епоха самоненависті вилилась в наступному альбомі гурту, «World Coming Down» 1999 року (робочі заголовки включали «Prophets Of Doom» та «Aggroculture»). Звучання альбому істотно відрізнялося від попереднього «October Rust», цього разу воно було брудніше схоже на дум-метал, таке як на «Slow Deep & Hard». Цього разу, замість сексу та романтики, лірика зосередилася на смерті, наркотичній залежності, депресії та самогубстві. Пісні "Everyone I Love is Dead, " «Everything Dies», "World Coming Down, " та «All Hallows Eve» показували стан душі Пітера. Альбом був зовсім несхожий на «Bloody Kisses» чи «October Rust», але попри його хворобливий настрій, «World Coming Down» стартував на 39 позиції в чартах «Billboard Top 200».
У 2000 році вийшла в світ збірка кращих пісень «The Least Worst of Type O Negative». Хоча більшість пісень з'являлись на попередніх альбомах, назбірці були не видані раніше ремікси старих пісень, або такі, що видавались лише на синглах. Разом з цими піснями є деякі нові треки з World Coming Down сесії, кавер на пісню гурту Black Sabbath «Black Sabbath» та чистішу версію «Hey Pete» (раніше видану на підробному живому альбомі «The Origin of the Feces»).

### Life Is Killing Me та Dead Again (2002—2009)
Шостий студійний альбом Тайпів, «Life Is Killing Me» (спочатку мав назву «The Dream Is Dead» на честь завершальної пісні), був виданий 2003 року. В цьому альбомі гурт пришвидшив своє звучання у порівнянні з повільністю та тягучістю на «World Coming Down». Такі пісні як "Todd's Ship Gods, " "(We Were) Electrocute, " та «I Don't Wanna Be Me» мають класичну для гурту мелодичність, проте тривалість пісень суттєво зменшилась, найдовша з них «How Could She?», триває лише 7:35. Гумористичний кавер на пісню «Angry Inch» з мюзиклу «Hedwig and the Angry Inch», що описує операцію по зміні статі яка проходить жахливо і неправильно, такими піснями гурт повертається до свого традиційного гумору, що був відсутній на попередньому альбомі.
Після запису альбому Пітер деякий час проходив реабілітацію в клініці для наркозалежних.
Після того, як Roadrunner випустив збірку «The Best of Type O Negative» у 2006 (нібито без відома гурту) (== 24 juni 2007. «Type O Negative About Touring And Roadrunner». Youtube. http://www.youtube.com/watch?v=0p5qtdQ5ow4 [Архівовано 20 вересня 2007 у Wayback Machine.]. Retrieved March 18, 2010. ==) гурт вирішив покинути лейбл та підписати найкращий контракт з SPV Records та випустити альбом «Dead Again» у березні 2007.
Відео на пісню «The Profits of Doom» (в деяких варіантах назва була просто «Profit») випустили у квітні, кліп на пісню «September Sun» завершили в листопаді. Обидва відео доволі часто показували на MTV's Headbangers Ball впродовж кількох тижнів після їх випуску (== «Type O Negative' Official Computer Email Page». Typeonegative.net. https://web.archive.org/web/20100704094729/http://www.typeonegative.net/index.php. Retrieved March 18, 2010. ==). Альбом став кульмінацією попередніх стилів гурту, від трешового заголовного трека до блюз-року в «An Ode To Locksmiths». Вокалістка Тара Венфловер (Tara Vanflower) взяла участь у записі пісні «Halloween In Heaven». Альбом дебютував на 27 позиції в США, найвищий дебют гурту в чартах за своє існування.
Вони продовжили свій цьогорічний тур, під час якого виступили на фестивалі Rock am Ring festival в Nürburgring, Німеччина (== «Marek Lieberberg Presents: Rock-am-Ring 2008!». Rock-am-ring.com. December 23, 2009. http://www.rock-am-ring.com [Архівовано 14 червня 2008 у Wayback Machine.]. Retrieved March 18, 2010. ==).
Два спеціальні видання «Dead Again» були анонсовані в січні 2008, для остаточного видання в лютому. Один — дводисковий пакет, який включає живі виступи на фестивалі Wacken Open Air 2007, з інтерв'ю та відео, інший — це набір 3LP вінілу, з буклетом на 12 сторінок та футболкою.
У інтерв'ю тих років Джонні Келлі повідомив, що гурт має наміри випустити ще один альбом. Проте він відмітив що між виходами альбомів може пройти знову 3-4 роки. Гурт також не знав як вплине можливе банкрутство SPV Records на випуск їхнього альбому.
У 2008 гурт зіграв на найбільшому фестивалі, що відбувається в форматі open-air, в Європі (400000 — 500000 відвідувачів) — Przystanek Woodstock (== https://web.archive.org/web/20100325213029/http://www.en.wosp.org.pl/woodstock/ ==) у Польщі.

### Смерть Петроса Ратайчика (2010-сьогодення)
14 квітня 2010 фронтмен та басист гурту Пітер Стіл помер, за повідомленнями — від сердечної недостатності. Проте, пізніше було оголошено, що причиною смерті стала Аневризма аорти. Підтвердження про смерть лідера гурту було опубліковано на офіційному сайті колективу 15 квітня.

## Склад
- Пітер Стіл (помер 2010 року) — бас, вокал (1989—2010)
- Кенні Гікі — гітари, беквокал (1989—2010)
- Джош Сільвер — клавішні, фортепіано, ефекти, синтезатори, програмування, беквокал (1989—2010)

- Джонні Келлі — ударні (1993—2010)

### Колишні учасники
- Сол Абрускато — ударні (1989—1993)[2]

## Дискографія
- Slow, Deep and Hard (1991)
- The Origin of the Feces (1992)
- Bloody Kisses (1993)
- October Rust (1996)
- World Coming Down (1999)
- Life Is Killing Me (2003)
- Dead Again (2007)[3]